# Viola guadalupensis
Viola guadalupensis är en violväxtart som beskrevs av Albert Michael Powell och B. Wauer. Viola guadalupensis ingår i släktet violer, och familjen violväxter. Inga underarter finns listade i Catalogue of Life.